# Psychomotoriek
Psychomotoriek is de bewuste, vanuit de hersenen gestuurde beweging. Uit het Oudgrieks ψυχή, psuchē (ziel) en motoriek betekent het vrij vertaald: het samengaan van "ziel" en "bewegen".

## Psyche stuurt de beweging(en)
- bij het bespelen van een muziekinstrument moet de uitvoering van beweging in harmonie zijn met het effect dat de solist wil bereiken.
- het met de ogen volgen van bewegingen op een scherm.
- Ballet of andere (ingestudeerde) dans, of duidelijker nog, acrobatie vraagt bewuste sturing van soms complexe bewegingen.

Een pasgeborene kent alleen maar "automatische",  reflexmatige bewegingen (bijvoorbeeld zuigreflex) en "onwillekeurige" bewegingen, zoals het "spartelen". Door interactie met de omgeving en door neurologische rijping van het de cortex, komt de baby stilaan tot gestuurde bewegingen, zoals het dichterbijbrengen van het vuistje tot op oog-afstand. Zie ook grijpgedrag bij zuigelingen. Omdat de ontwikkeling van de psychomotoriek dus in een zeer vroeg stadium begint, menen sommige gedragswetenschappers dat het ook een onmisbare voorwaarde is voor alle latere leren.

## Leervak
Psychomotoriek komt als vak voor in het hoger onderwijs, onder meer bij de opleiding van ergotherapeuten, kinesisten, psychomotorischtherapeuten, logopedisten, psychologen en pedagogen, kleuterleidsters, turnleerkrachten, revalidatie-artsen. De volgende onderwerpen komen onder meer aan bod:
- grove motoriek (basisbewegingen, evenwicht, coördinatie,...)
- fijne motoriek: knippen, rijgen, schroeven draaien, en in het bijzonder de schrijfmotoriek.
- beleving van eigen lichaam in tijd en ruimte, voornamelijk het eigen lichaamsschema.
- lateralisatie en dominantie.
- de verschillende ontwikkelingsfasen van de (psycho)motoriek.